# Batalla de Fulford
La batalla de Fulford va tenir lloc als voltants de la vila de Fulford, prop de York el 20 de setembre de 1066. El rei Harald III de Noruega, conegut com a Harald Hardrada (el despietat), i el seu aliat anglès Tostig Godwinson van derrotar els comtes Edwin de Mèrcia i Morcar de Northumbria.
Tostig era el germà desterrat del rei Harold Godwinson. S'havia aliat amb els noruecs i la victòria d'ambdós va ser decisiva per al seu exèrcit viking. Els comtes de York podrien haver-se refugiat rere dels murs de la ciutat, però van decidir enfrontar-se a l'enemic viking a la riba de l'Ouse. Durant tot un dia les tropes angleses van provar d'obrir una escletxa al mur d'escuts viking, però va ser en va. Morcar era rival de Tostig i l'havia desplaçat com a comte de Northumbria.
La derrota de Morcar i Edwin obliga Harold a marxar cap al nord amb el seu exèrcit, on vencé el 25 de setembre a Hadrada i Tostig a la batalla de Stamford Bridge. No obstant, de manera simultània, el duc Guillem II de Normandia desembarcà de manera simultània amb un altre exèrcit al sud disposar a reclamar per a sí el tron anglès. Harold va haver de desfer a correcuita el camí per enfrontar-se al nou enemic, però l'esforç d'intentar aturar les dues invasions li suposà la derrota i la mort el 14 d'octubre a la batalla de Hastings, iniciant-se així la conquesta normanda d'Anglaterra.

## Rerefons
El rei anglosaxó Eduard el Confessor havia mort el 5 de gener de 1066 sense deixar descendència. L'endemà, el seu cunyat Harold Godwinson va ser coronat rei;  però els poderosos comtes Edwin i Morcar van desafiar la seva autoritat al nord d'Anglaterra. No obstant, Harold s'assegurà la seva lleialtat mitjançant un oportú matrimoni de la seva germana Edith.
Tostig, germà exiliat de Harold, també reclamava el tron anglès. A Flandes va reunir un exèrcit amb el que s'enfrontà sense èxit a Edwin de Mèrcia. Després marxà a Escòcia sota la protecció del rei Malcolm III i s'alià amb el rei Harald III de Noruega, un altre pretendent al tron anglès. Ambdós salparen cap a York remuntant el riu Ouse,  desembarcant prop de la ciutat el 18 de setembre, trobant-se amb les tropes dels comtes Edwin i Morcar, lleials al rei Harold, dos dies després. 

## La batalla
Els anglesos van desplegar les seves forces, uns 5.000 homes, per assegurar els flancs. No obstant, els vikings de Harald es trobaven en un terreny elevat, la qual cosa els donava un avantatge crucial. A més, a l'esquena de les tropes d'Edwin i Morcar havia una zona d'aiguamolls impracticable, de manera que la seva única opció era defensar el terreny que ocupaven i per això van ser els primers en atacar. Les tropes vikingues encara no havien arribat del tot, de manera que en començar el combat només hi havia uns 6.000 dels 10.000 homes de què disposaven Harald i Tostig. 
El primer atac anglès va tenir un cert èxit i va empènyer les forces de Harald cap al proper pantà, però el rei noruec ordenà que els seus millors soldats entressin en combat contra els ja afeblits soldats anglesos.  El desplaçament de les tropes vikingues des del seu flanc dret per atacar al centre els deixà en inferioritat numèrica, tot i que van guanyar terreny i van aconseguir separar els homes d'Edwin de la resta de les forces defensores. Aquest decidí retirar-se a la ciutat per preparar la seva darrera defensa. 
Poc després van arribar al camp tropes vikingues de reforç que van obrir un tercer front contra els anglesos de Morcar i els superaren en nombre. Tot i que derrotats, Edwin i Morcar van aconseguir salvar la vida a la batalla. La ciutat de York es rendí a Harald i Tostig sota la promesa que els invasors no hi entrarien, potser perquè Tostig no volia que la que anava a ser la seva capital patís un saqueig.  L'exèrcit noruec es retirà cap a Stamford Bridge, 11km a l'est de York, on esperarien l'arribada de diversos ostatges. 

## Repercussions
S'ha estimat que els noruecs comptaven amb uns 10.000 soldats a Fulford, dels quals uns 6.000 van participar en la batalla, mentre que els defensors sumaven només uns 5.000 homes.  Ambdós bàndols van patir nombroses baixes, unes 1.650 entre ambdós.  Tots els relats contemporanis coincideixen que en aquesta batalla els exèrcits de Mèrcia i Northumbria van ser anihilats. 
Donada la derrota dels seus aliats, el rei Harold va haver d'anar amb les seves tropes des de Londres fins a York, 310km a marxes forçades,  i allà sorprengué i derrotà Hardrada i Tostig a la batalla de Stamford Bridge el 25 de setembre. Mentrestant, un altre pretendent al tron d'Anglaterra, el duc Guillem de Normandia, desembarcava al sud al capdavant d'una important força d'invasió.  Harold va haver de recular a correcuita, deixant molts homes al nord, per tal d'enfrontar-se als normands a Hastings el 14 d'octubre, on resultà mort. Començà així la conquesta normanda d'Anglaterra, un veritable punt d'inflexió a la història de la Gran Bretanya.  No hi ha dubte que si Harold no hagués hagut de lluitar al nord just abans de l'arribada de Guillem, hauria estat millor preparat per enfrontar-se al desafiament normand i el desenllaç a Hastings hauria estat prou diferent. 